# Kenneth Kreutzmann
Kenneth Kreutzmann (født 21. oktober 1964) er en dansk danser, koreograf og sceneinstruktør. Han er uddannet i moderne dans ved forskellige udenlandske skoler og har blandt andet arbejdet i Sevilla, Barcelona, München, Köln, London, New York, Oslo og Bergen. Han var fra 1984 til 2005 danser ved det danske Micado danse Ensemble. Leder af Kreutzmann Dance 1996-2005.

## Iscenesættelser
- 2013 - Shrek the musical - The one and only company, Forum
- 2013 - Hair - Østre Gasværk
- 2012 - Den Eneste Ene (musical) – Tivoli
- 2012 - Stupid Man – Bellevue Teatret
- 2012 - Grease - The One And Only Company, Tivoli
- 2011 - Sugar - Folketeatret
- 2010 - X-Faktor finalen Parken - DR, Blu
- 2010 - Evig ung - Nørrebro Teater
- 2009 - Elsk mig i nat (musical) – Østre Gasværk Teater
- 2008 - Junglebogen – Nørrebro Teater
- 2007 - Kvindernes Hævn - Nørrebro Teater
- 2007 - Kan du danse - CBS, Blu
- 2007 - Troldmanden fra Oz - Odense Teater
- 2006 - Showtime - DR, Blu
- 2005 - Showtime - DR, Blu
- 2005 - The Show - Bellevue Teatret
- 2005 - DAS - Aveny Teatret
- 2002 - Gummi Tarzan - Cirkusbygningen
- 2001 - Make Up – Det Kongelige Teater
- 2001 - Evita - Bellevue Teatret, Det Danske Teater
- 1998 – Reservoir – Edison
- 1997 – Gasolin' teaterkoncert – Århus Teater

## Eksterne kilder og henvisninger
- Om Kenneth Kreutzmann (Webside ikke længere tilgængelig)